# Willie Doyle
William Joseph Gabriel Doyle, MC (3 de março de 1873 - 16 de agosto de 1917), mais conhecido como Willie Doyle, foi um padre católico romano irlandês que foi morto em ação enquanto servia como capelão militar dos Fuzileiros Reais de Dublin durante a Primeira Guerra Mundial.

## Vida anterior
Doyle nasceu em Dalkey, Irlanda, o caçula de sete filhos de Hugh e Christine Doyle (nascida Byrne). Ele foi educado no Ratcliffe College, Leicester. Depois de ler o livro Instruções e Considerações sobre o Estado Religioso de Santo Afonso, ele foi inspirado a entrar no sacerdócio. Ele estudou inicialmente no Clonliffe College antes de 1891, quando ingressou no St Stanislaus Tullabeg College, e foi ordenado padre jesuíta em 1907. Ele serviu por cinco anos na equipe da missão.

## Primeira Guerra Mundial
Doyle serviu no Departamento de Capelães do Exército Real do Exército Britânico durante a Primeira Guerra Mundial, nomeado capelão da 48ª Brigada da 16ª Divisão Irlandesa. Durante a Batalha de Loos Doyle foi pego em um ataque de gás alemão e por sua conduta foi mencionado em despachos. Uma recomendação para uma Cruz Militar foi rejeitada porque "ele não estava há tempo suficiente na frente". Doyle foi presenteado com o "pergaminho de mérito" da 49ª Brigada (irlandesa). Ele foi morto na Batalha de Langemarck, em 16 de agosto de 1917.

## Legado
O general William Hickie, comandante-chefe da 16ª Divisão (irlandesa), descreveu o padre Doyle como "um dos homens mais corajosos que lutaram ou serviram aqui".
O corpo do padre Doyle nunca foi recuperado, mas ele é comemorado no Tyne Cot Memorial.
Padre Doyle foi proposto para canonização em 1938, mas isso não foi seguido. Seus papéis podem ser encontrados nos arquivos jesuítas, Leeson Street, Dublin.
Um vitral dedicado à sua memória está presente na Igreja de St Finnian, Dromin, Condado de Louth, Irlanda.
Apesar de seu relacionamento conturbado com a Igreja Católica Romana na Irlanda, o autor e dramaturgo irlandês Brendan Behan é conhecido por sempre ter sentido uma grande admiração pelo padre William Doyle. Ele elogiou o padre Doyle em seu livro de memórias de 1958, Borstal Boy. Além disso, a biografia do capelão caído de Alfred O'Rahilly é conhecida por ter sido um dos livros favoritos de Behan.
O cantor folk irlandês Willie 'Liam' Clancy recebeu o nome dele devido ao carinho de sua mãe por Doyle, embora eles nunca tenham se conhecido.

## Decorações
Doyle foi condecorado com a Cruz Militar por sua bravura durante o ataque à vila de Ginchy durante a Batalha do Somme em 1916. Ele também foi recomendado postumamente tanto para a Cruz Vitória quanto para a Ordem de Serviços Distintos, mas não foi/ premiado. De acordo com Patrick Kenny, o anti-catolicismo pode ter desempenhado um papel na decisão do exército britânico de não conceder ambos os prêmios ao padre Doyle.

## Panfletos publicados
- Retreats for working men: why not in Ireland? (1909)
- Vocations (1913)
- Shall I be a priest? (1915)
- Scruples and Their Treatment